# Bonnie Johansen-Werner
Bonnie Johansen-Werner (* 19. Juli 1952) ist eine US-amerikanische Komponistin und Musikpädagogin.
Johansen-Werner studierte Musik am Augustana College und an der Concordia University Chicago. Zu ihren Lehrern zählten Richard Hillert, Carl Schalk und Alice Parker. Daneben absolvierte sie ein Theologiestudium am Garrett Theological Seminary der University of Dubuque. Sie ist Organistin an der First United Methodist Church in Lockport, Illinois, und Diakonische Minister von Musik ist zusammen mit Grace United Methodist Church (Naperville) in den Dienst der Orgel und Komposition. Sie war dreizehn Jahre McCosh Assistant Professor für Musik an der Upper Iowa University und ist Composer in Residence an der University of St. Francis in Joliet (Illinois) und unterrichtet dort Musiktheorie, Blattsingen, Gehörbildung und Komposition.
Als Komponistin trat Johansen-Werner vorwiegend mit kirchenmusikalischen Chor- und Orgelwerken, aber auch mit Kammermusik hervor. Where Are Our Friends wurde 2010 vom Ames Children Choir an der Iowa State University uraufgeführt, das Festival Rondo für Bläser und Orgel 2011 vom Joliet Junior College Brass Ensemble in der St. Joseph Church in Joliet, die Variations on „Nun Danket“ 2011 im slowakischen Majerka und In a French Village: Ancient Spirits 2012 am Joliet Junior College.

## Weblink
- Homepage von Bonnie Johannsen-Werner